# Анастасий II
Анаста́сий II (? — 719) — византийский император (713—715), до становления императором — Артемий, грамматик и первый секретарь императора Филиппика.

## Биография
Анастасий пришёл к власти благодаря столичной знати. Он подверг наказаниям замешанных в свержении своего предшественника как посягнувших на священную особу государя, но религиозную линию Филиппика резко пресек, повелел ослепить многих его советников и примирился с папой. Анастасий II проявил себя и неплохим организатором: он «назначил умнейших людей для государственного управления и способнейших людей в конные отряды Дальнейшим реформам помешало начавшееся арабское вторжение. Халиф Сулейман начал военную экспедицию с целью уничтожить Византию. Анастасий отправил разведчиков на кораблях, и те, вернувшись, доложили, что арабы собрали несметное количество снаряжения для постройки флота в гаванях побережья. Анастасий обновил стены столицы и снабдил её припасами. В  в преддверии осады все жители столицы должны были обеспечить себя продовольствием на три года, тем же, кто этого не мог, предписывалось убираться из Константинополя куда угодно. Получив известие о выходе арабского флота из Александрии, Анастасий решил перехватить их на полпути. Византийский флот был сосредоточен у Родоса. Он должен был внезапно напасть на арабов, занимавшихся заготовкой в Финикии деревьев для новых судов. Однако во флоте внезапно вспыхнул мятеж. Мятежники зарубили мечами командующего флотом — генерального логофета Иоанна, и объявили об отказе от присяги императору. Новым императором был провозглашен Феодосий, сборщик государственных податей в феме Опсикия, откуда были родом руководители мятежа. Двинувшись на столицу, мятежники осадили её. После 6-месячной обороны город был взят. Дома богатых горожан разграблены. Анастасий сложил с себя сан и постригся в монахи и поселился в одном из монастырей Фессалоники.
Впоследствии группа вельмож Эллады попыталась возвратить его на трон. Он поднял восстание против Льва III в 719 году. Он сумел дойти до Гераклеи Фракийской, но Лев III склонил наемников оставить его. Восстание было подавлено, а Анастасия отправили ко Льву, который приказал казнить мятежника в Кинегии. А голову на копье Лев приказал продемонстрировать народу на ипподроме.